# Onthophagus pseudocaccobius
Onthophagus pseudocaccobius é uma espécie de inseto do género Onthophagus, família Scarabaeidae, ordem Coleoptera.
Foi descrita cientificamente por Reitter em 1889.